# Greater Taung
Greater Taung – gmina w Republice Południowej Afryki, w Prowincji Północno-Zachodniej, w dystrykcie Dr Ruth Segomotsi Mompati. Siedzibą administracyjną gminy jest Taung.